# 瓦洛茹
瓦洛茹（法語：Valojoulx，法語發音：[valɔʒu]）是法国多尔多涅省的一个市镇，位于该省东部略偏南，属于萨拉拉卡内达区。该市镇总面积11.79平方公里，2009年时的人口为261人。

## 人口
瓦洛茹人口变化图示